# Berk Atan
Berk Atan (Smirne, 26 settembre 1991) è un attore e modello turco, noto per le sue interpretazioni nelle serie televisive Her Şey Yolunda, Güneşin Kızları e Cennet'in Gözyaşları..

## Biografia
Nato a Smirne da padre turco e madre originaria della Bosnia ed Erzegovina, durante la propria adolescenza si appassiona al mondo del calcio. Nel 2011 inizia la carriera di modello, venendo poi eletto "modello più promettente della Turchia" e conquistando il titolo Best Model of Turkey l'anno seguente. Studia quindi alla Facoltà di belle arti dell'Università Beykent, per poi continuare gli studi in recitazione.
Incomincia la sua carriera da attore nel 2013 ottenendo il ruolo di Pamir nella serie Altındağlı. Successivamente appare in altre produzioni televisive – tra cui Her Şey Yolunda e Güneşin Kızları – ma è lavorando sul set della serie Cennet'in Gözyaşları, in onda su ATV, che ottiene il successo. Qui infatti recita la parte di Selim Arisoy, un architetto di successo che lavora nella prestigiosa compagnia della famiglia Soyer e che si innamora di Cennet Yilmaz, interpretata da Almila Ada.

## Filmografia

### Televisione
- Altındağlı – serie TV (2013)
- Her Şey Yolunda – serie TV (2013)
- Güneşin Kızları – serie TV (2015)
- Dayan Yüreğim – serie TV (2017)
- Cennet'in Gözyaşları – serie TV (2017-2018)